# Renzo Mora
Renzo Rinaldo Mora (São Paulo, 19 de setembro de 1962) é um escritor, jornalista, roteirista e crítico de cinema brasileiro.
Mora é mais conhecido por seus trabalhos que retratam a vida e a obra do cantor Frank Sinatra: "Sinatra: O Homem e a Música" (prefaciado pelo sinatrólogo e produtor Roberto Quartin) e "3 Homens e Nenhum Segredo", este segundo focado nos anos do Rat Pack.
Mora também escreveu "Cinema Falado", primeiro livro brasileiro com frases de cinema e "Fica Frio - Uma Breve História do Cool", no qual trata da atitude de rebeldia de ícones como Miles Davis e Dean Martin.
Sua primeira ficção é "Johnny Wadd e a Música Silenciosa do Rancho Spahn", de 2022, livro de humor que coloca frases de Raymond Chandler em uma narrativa que ressuscita o detetive Johnny Wadd, que foi interpretado por John Holmes na década de 1970.
Mora formou-se em Publicidade e Propaganda pela Faculdade Cásper Líbero (1982) e foi professor de comunicação na Fundação Armando Álvares Penteado - FAAP entre 1991 e 1998.
Escreveu para diversas revistas brasileiras como a VIP, Cult e Playboy, além de ter participado de  programas como Cultura pop brasileira, da Warner.
Redigiu episódios das séries jornalísticas “Desaparecidos”, exibida pelo canal A&E e “Sem Rastro”, para o canal AXN.
Mora atua como jornalista na Rádio Showtime e no Diário do Centro do Mundo (DCM)